# Manfred Hansen (Fußballspieler)
Manfred Hansen (* 28. Dezember 1935) war ein deutscher Fußballspieler. Von 1955 bis 1962 spielte er für den SC Einheit Dresden in der DDR-Oberliga, der höchsten Spielklasse im DDR-Fußball. Hansen war Junioren- und Nachwuchsnationalspieler und gewann 1958 mit dem SC Einheit den DDR-Fußballpokal.

## Sportliche Laufbahn
Als die DDR-Juniorennationalmannschaft am 11. April 1954 ihr erstes Länderspiel bestritt, wurde der Dresdner Manfred Hansen auf der Position des rechten Läufers aufgeboten. Hansen kam auch noch in einem weiteren Spiel innerhalb des von der FIFA ausgetragenen Jugendturniers zum Einsatz.
Sein erstes Punktspiel im Männerbereich bestritt Hansen als 19-Jähriger für den SC Einheit Dresden beim 8. Spiel der Oberliga-Übergangsrunde, die im Herbst 1955 zum Übergang zum Kalenderjahr-Spielrhythmus ausgetragen wurde. In der am 30. Oktober 1955 beim ZSK Vorwärts Berlin stattgefundenen Begegnung wurde er ebenfalls als rechter Läufer eingesetzt. Auch in den restlichen fünf Spielen der Übergangsrunde spielte Hansen im Mittelfeld. In der Saison 1956 gehörte Hansen bereits zum Spielerstamm des SC Einheit Dresden. Weiter als Mittelfeldspieler aufgeboten bestritt er 22 der 26 Oberligaspiele. Am 18. Spieltag schoss er beim 4:2-Sieg über Motor Zwickau mit dem 2:0-Zwischenstand sein erstes Oberligator. Bis zur Spielzeit 1960 behauptete Hansen seinen Stammplatz als Mittelfeldspieler in der Dresdner Oberligamannschaft, wobei er gelegentlich auch im Angriff aushalf. In Spielzeiten von 1956 bis 1960 bestritt er 97 der 130 ausgetragenen Punktspiele.
1958 stand er in der siegreichen Mannschaft des DDR-Pokalfinales und war als linker Läufer beim 2:1 gegen SC Lok Leipzig aufgeboten worden. Ebenfalls 1958 gab er ein einmaliges Gastspiel in der DDR-Nachwuchsnationalmannschaft. In der Saison 1961/62 (Rückkehr zum Frühjahr-Sommer-Rhythmus) musste der SC Einheit Dresden nach 13-jähriger Oberligazugehörigkeit absteigen. Wegen einer Rippenfellentzündung konnte Hansen nur elf der 39 Oberligaspiele bestreiten, sodass er schließlich auf 114 Oberligaeinsätze kam, in denen er zu vier Torerfolgen gekommen war.
Obwohl erst 26 Jahre alt, schied Manfred Hansen nach dem Abstieg aus der Oberligamannschaft des SC Einheit Dresden aus. In der Saison 1966/67 half er noch einmal für drei Punktspiele bei der FSVgg Lok Dresden, der Nachfolgemannschaft des SC Einheit, aus.